# Игла (механизъм)
 Тази статия е за Игла (оръжие).  За  за друго значение на игла вижте Игла.  
Игла – елемент от механизъм или машина (оръжие, струг, инструмент), предаващ ударно въздействие.
Иглата, като правило, в монолитен детайл. Използва се, когато е невъзможно да се постигнат търсените качества, като, например, здравина или други, чрез елементи на конструкцията, които трябва да извършват ударно въздействие без игла, и/или когато се изисква честа подмяна във връзка с естественото износване.
В огнестрелното оръжие иглата е част от ударника или петлето, която непосредствено набожда капсула при изстрел. Иглата в огнестрелно оръжие не е остра а има радиус на закръгление на върха който осигурява сработване (възпламеняване) на капсула без пробиването му което би предизвикало изтичане на барутни газове и евентуално засечка в работата на механизмите на полуавтоматично оръжие.